# Alcalá de Moncayo
Pour les articles homonymes, voir Alcalá.
Alcalá de Moncayo est une commune d’Espagne, dans la province de Saragosse, communauté autonome d'Aragon. Elle appartient à la comarque de Tarazona y el Moncayo